# Малая Садовка
Малая Садовка — село в Сосновоборском районе Пензенской области России. Входит в состав Николо-Барнуковского сельсовета.

## География
Село находится в восточной части Пензенской области, в пределах Приволжской возвышенности, в лесостепной зоне, на левом берегу реки Тешняри, на расстоянии примерно 13 километров (по прямой) к северо-востоку от Сосновоборска, административного центра района. Абсолютная высота — 224 метра над уровнем моря.

### Климат
Климат характеризуется как умеренно континентальный, с холодной продолжительной зимой и тёплым летом. Средняя температура воздуха самого тёплого месяца (июля) — 19 °C (абсолютный максимум — 39 °C); самого холодного (января) — −13 °C (абсолютный минимум — −46 °C). Среднегодовое количество атмосферных осадков варьируется от 480 до 627 мм, из которых большая часть выпадает в тёплый период. Снежный покров держится в течение 150—160 дней.

### Часовой пояс
Село Малая Садовка, как и вся Пензенская область, находится в часовой зоне МСК (московское время). Смещение применяемого времени относительно UTC составляет +3:00.

## Население
| 1719  | 1748 | 1785 | 1864 | 1897 | 1911 | 1926 |
| ----- | ---- | ---- | ---- | ---- | ---- | ---- |
| 120   | ↗494 | ↘300 | ↗409 | ↗756 | ↗898 | ↗972 |
| 1930  | 1939 | 1959 | 1979 | 1989 | 1996 | 2002 |
| ↗1085 | ↘911 | ↘651 | ↘329 | ↘221 | ↘207 | ↘177 |
| 2010  |      |      |      |      |      |      |
| ↘132  |      |      |      |      |      |      |

### Национальный состав
Согласно результатам переписи 2002 года, в национальной структуре населения русские составляли 99 % из 177 чел.